# Carl-Arne Breger

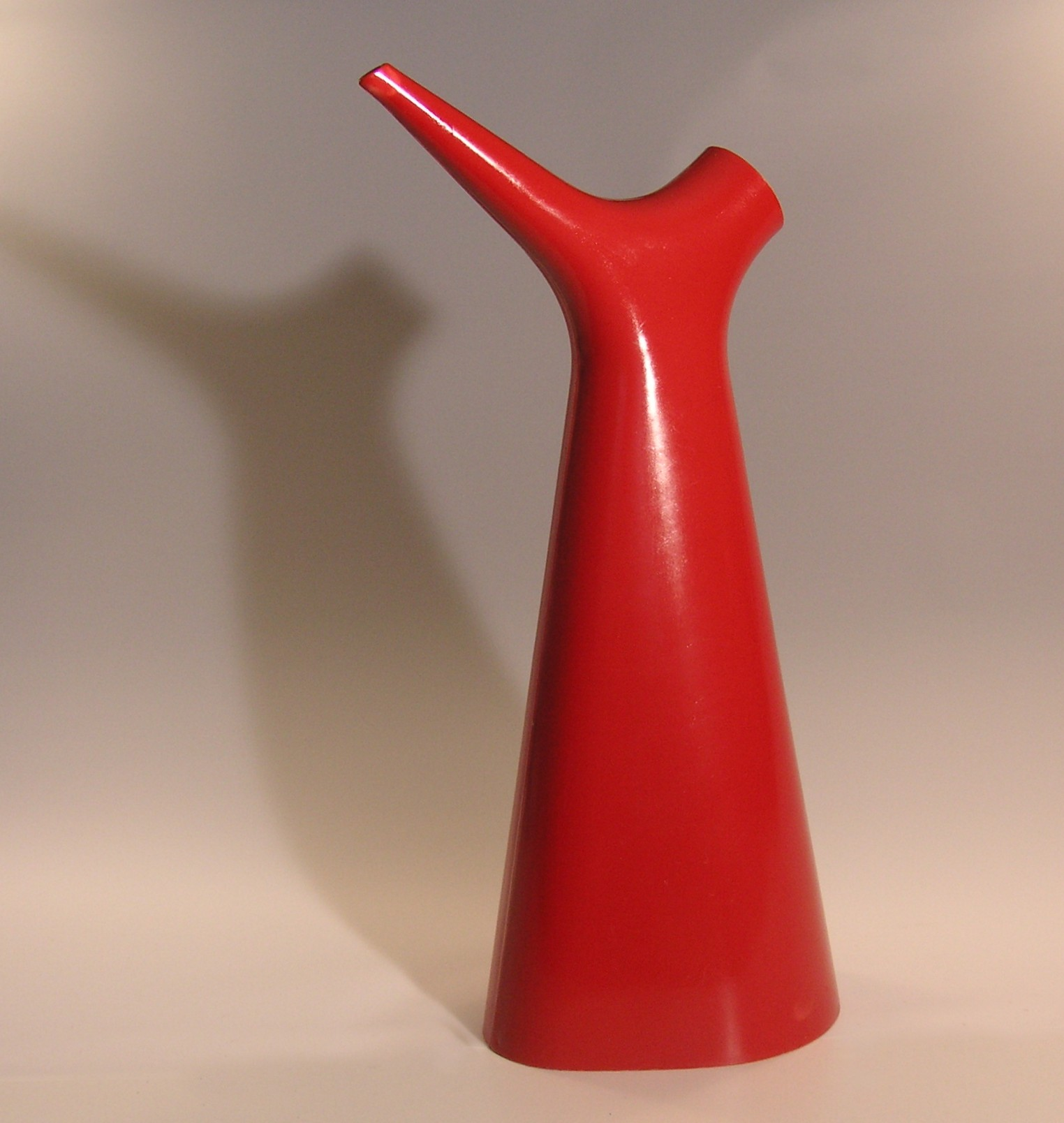
Bregers Wasserkanne

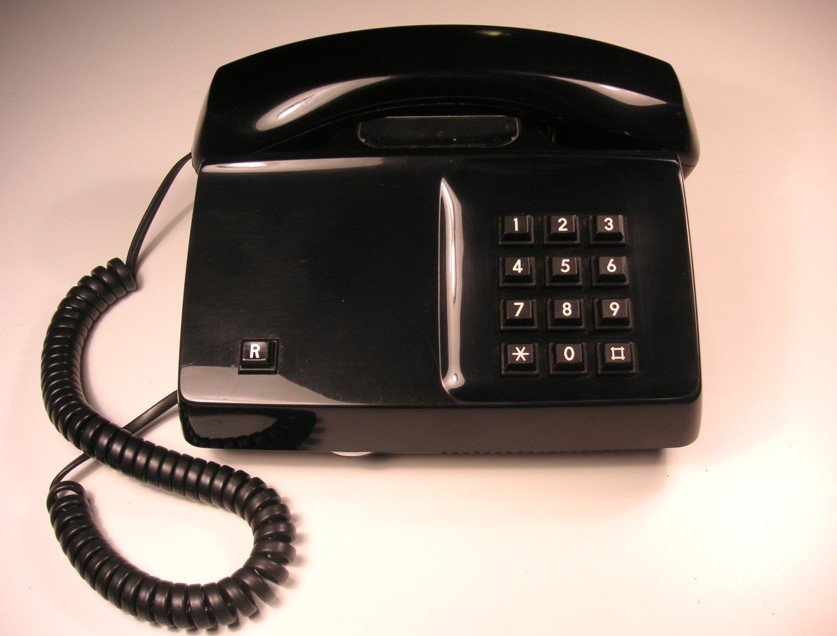
Diavox

Carl-Arne Breger (* 29. August 1923; † 15. Januar 2009) war ein schwedischer Designer, hauptsächlich von Kunststoffprodukten.
Carl-Arne Breger bekam seine Ausbildung zwischen 1943 und 1948 an der Kunsthochschule Konstfack in Stockholm. 1953 wurde er vom künstlerischen Leiter der Manufaktur Gustavsberg, Stig Lindberg, zur Abteilung für Kunststoffprodukte angeworben. Dort entwarf Breger, auch „Mr. Plast“ genannt, eine Vielzahl von Gebrauchsgegenständen  aus Kunststoff. Bekannt wurden unter anderem ein viereckiger Eimer, aus dem man das Wasser besser abgießen konnte, und eine Zitruspresse mit diversem Zubehör, die im Museum of  Modern Art in New York ausgestellt ist. Ein heute heiß begehrter Sammlerartikel ist Bregers hohe, schmale Blumen-Wasserkanne, die leicht auf der Fensterbank hinter der Gardine versteckt werden konnte. Für sie muss man heute (2007) über 1.200 Kronen ausgeben, als sie neu war (1957) kostete sie 2,75 Kronen.
Von 1957 bis 1959 war Carl-Arne  Breger Chef für das Stockholmer Designbüro der Firma Bernadotte&Bjørn (Sigvard Bernadotte und Acton Bjørn) und 1959 startete er sein eigens Büro. Hier entstanden eine Menge von Gegenständen, die heute echte Designklassiker sind und die es immer noch in vielen schwedischen Haushalten gibt: Die Thermoskanne Signatur für Husqvarna (1962), der Kindersitz Rex fürs Fahrrad, aus einem einzigen orangeroten, formgepresseten Stück gefertigt (1975), diverse Verwahrungsdosen für den Kühlschrank und die Tischverpackung für die Frühstücksmargarine Flora (1972). Am besten gelang ihm jedoch, nach eigener Aussage, das Tischtelefon Diavox für Ericsson (1975), es wurde das erste Standard-Drucktastentelefon der schwedischen Telefongesellschaft Televerket (heute Telia Company). Die Abdeckhaube konnte leicht vom Kunden selbst durch andersfarbige ausgetauscht werden. Das Telefon sollte bis ins Jahr 2000 halten und das hat es wirklich. Im Laufe der Jahre sind über 5.000 Produkte von Breger Design entworfen worden.